# Felsőbalog
Felsőbalog (szlovákul Vyšný Blh) Vámosbalog településrésze Szlovákiában, a Besztercebányai kerület Rimaszombati járásában.

## Fekvése
Rimaszombattól 10 km-re északkeletre, a Balog-patak völgyében fekszik.

## Története
A történeti források szerint a település már a 9. században is létezett. A Balog nemzetség a 13. században épített itt várat. Az 1440-es években Giskra serege foglalta el, 1451-ben Hunyadi János foglalta vissza. 1608-ban végvár lett és a török harcokban elpusztult. Helyette a Koháryak 1720 körül építettek kastélyt, melynek parkjában láthatók a vár romjai.
A 18. század végén Vályi András így ír róla: „Felső Balog. Magyar falu Gömör Vármegyében, birtokosa Gróf Koháry Uraság, lakosai katolikusok, fekszik az előbbenitöl nem meszsze, ezen a’ környéken leg nagyobb falu; szántó földgyei, szőlő hegyei, réttyei hasonlók az előbbeni falujéhoz, piatzozása közel, jó gyümöltsös kertyei vannak, második Osztálybéli."
Fényes Elek geográfiai szótárában eképpen ír a községről: „Felső-Balogh, magyar falu, Gömör és Kis-Honth egyesült vgyékben, Alsó-Baloghhoz közel: 156 k., 654 ref., 21 evang. lak. Urasági kastély. Részint róna, részint dombos határa hasonló az alsó-baloghihoz. Szőlőhegyében sok cseresznyafát tart, erdeje makkos. F. u. h. Coburg, s feje egyik uradalmának."
Borovszky monográfiasorozatának Gömör-Kishont vármegyét tárgyaló része szerint: „Felsőbalog, balogvölgyi magyar kisközség, 227 házzal és 974 ev. ref. vallású lakossal. Körjegyzőségi székhely. E község már a honfoglalás idejében fennállott. Legrégibb birtokosául a Balogh nemzetséget ismerjük. Már 1347-ben Balog vár tartozéka, vámhely és mint ilyen Bolug néven emlegetik. A Balogh nemzetségről a vár és a község a Széchiekre szállott. A XV. század elején vára Giskra kezén van, de 1451-ben Hunyadi János kiűzi innen a cseheket. 1459-ben Mátyás király Komjáthy Ulrikot helyezi a vár és az uradalom birtokába. 1463-ben Rozgonyi Sebestyént találjuk itt, míg 1481-ben ismét a Széchiek kezén van. 1560-ban a törökök a balogi erdőben fogták el Bebek Györgyöt. 1563-ban Balogh András volt a vár kapitánya; ekkor még mindig a Széchiek az urai. Az 1608. évi 15. t.-c. e várat a véghelyek közé sorozza. Megrongált falait 1619-ben Széchi György megerősítteti. 1625-ben Széchi György orgyilkosság áldozata lesz és a várat a hozzátartozó uradalommal együtt özvegye Homonnai Drugeth Mária kapja. Ennek leánya, a híres Széchi Mária, kinek kezével a vár és uradalma Wesselényi Ferencz birtokába kerül. 1671-ben az uradalmat a kir. fiscus foglalja le. Vára a Thököly és a Rákóczy-féle mozgalmak alatt elpusztult. 1691-ben a Koháryak lesznek a birtok urai. 1720-ban gróf Koháry István a régi Wesselényi-kastély helyébe új, emeletes kastélyt építtet, melyet herczeg Koháry Ferencz a mult század elején kibővít és megnagyobbít. E kastély kápolnájában érdekes régi festményt őriznek, melyet Koháry István festett 1685-ben. [...] A községhez tartozó Torhegy és Törökvölgy nevű dűlők is a mult emlékeit tartják fenn. Az előbbi a régi halotti torokra emlékeztet, az utóbbin a törökök vonultak fel a vár ostromára. A község hajdan, de még a mult században is híres szőlő- és dohánytermelő hely volt. Most itt van a Coburg herczegi uradalomnak kőfallal körülkerített nagy vadaskertje s erdészeti és gazdasági hivatala. A községben nincs templom. Ide tartozik Hájoldal, Felsővadaskert és Újpuszta. Balog tájékán feküdt hajdan Jakóháza község, mely még 1460-ban mint Balogvár tartozéka szerepel, később azonban már nem találjuk nyomát. A községnek saját postája van. Távírója és vasúti állomása Rimaszombat."
1910-ben 917-en, túlnyomórészt magyarok lakták. A trianoni békeszerződésig Gömör-Kishont vármegye Feledi járásához tartozott.

## Nevezetességei
- A 18. századi Koháry-kastély, parkjában az egykori, 14. századi vár romjaival. A kastély ma szociális otthon.
- 1740-ben épített református templomát erődített fal övezi.
- A falu közelében van a Veres Természetvédelmi Terület, amelyben 200 és 400 éves tölgyfák is láthatók, és több ritka madárfaj is fészkel.

## Külső hivatkozások
Vámosbalog Szlovákia térképén